# 庙子湖岛
廟子湖島是一個位於浙江省舟山市普陀區中街山列島中部的島嶼，屬東極鎮，距沈家門45.7公里，人口3113人。全島長3.6公里，寬1.5公里，海岸線長11.73公里，多灣澳。廟子湖島四周海洋生物資源豐富，是舟山漁場的重要組成部分。